# Кодекс Грольє
Кодекс Грольє (нім. Codex Grolier) — доколумбовий рукопис мая, що зберігається у США.

## Історія і тексти
- Кодекс мая був знайдений якимись грабіжниками у 1964 році в сухій печері в штаті Табаско в Мексиці. Текст на папері й досить пошкоджений. Папір заввишки 19 сантиметрів і довжиною 125 см.
- Рукопис придбав американський колекціонер і у 1971 р. і виставив його в клубі Grolier в місті Нью-Йорк. Звідси сучасна назва кодексу.
- Кодекс вважали фальшивкою, бо 11 сторінок його мали лише розрахунки. Аналіз розрахунків довів, що вони мають відношення до обертів планети Венера, спостереженням за якою присвячені тексти й інших кодексів. Тривалий час Кодекс Грольє датували 1100—1350 рр. і вважають близьким за часом створення до Дрезденського кодексу. Дослідження 2018 року виявили, що кодекс було складено у між 1021 і 1154 роками.